# هیلی مک‌گروگی
هیلی مک‌گروگی (به انگلیسی: Hayley McGregory) (زادهٔ ۱۳ ژانویهٔ ۱۹۸۶) شناگر اهل ایالات متحده آمریکا است.